# Naučná stezka Cesta vody
Naučná stezka Cesta vody, nebo jen Cesta vody, je naučná stezka v lesoparku Bělský les v městských obvodech Stará Bělá a Ostrava-Jih města Ostrava v okrese Ostrava-město. Geograficky se nachází v nížině Oderská brána v Moravskoslezském kraji a na Moravě.

## Historie a popis
Obousměrná naučná stezka Cesta vody, která má délku 0,502 km, začíná u vyvěrajících pramenů a znovuobnovených studánek Výškovického potoka v Bělském lese. Vede podél sezonně zavodněných potoků až k místnímu „většímu“ meandrujícímu toku v údolí na modřínových povalových a štěrkomlatových chodnících a dřevěných lávkách. Stezka má průchozí šířku 1,5 m a lávky mají průchozí šířku 2 m. Na trase je 12 zastávek s interaktivními informačními tabulemi, Priessnitzovy lázně se 2 bazénky, dřevěná socha obra, sítě a další prvky. Stezka včetně úpravy toků vznikla v roce 2023 a významně přispívá k žádanému zadržení vody v krajině a ke zpomalení odtoku povrchových vod v daném území. Přibližně v polovidě délky stezky je rozšířená plocha (podium/relaxační zóna) se zmíněnou sochou obra výšky 7 m . Autorem návrhu stezky, která vhodně rozvíjí rekreační a relaxační potenciál celého Bělského lesa, je architekt Ivan Tachezy.

## Další informace
Stezka je celoročně volně pčístupná a navazuje na další turistické trasy a cyklostezky.

## Galerie

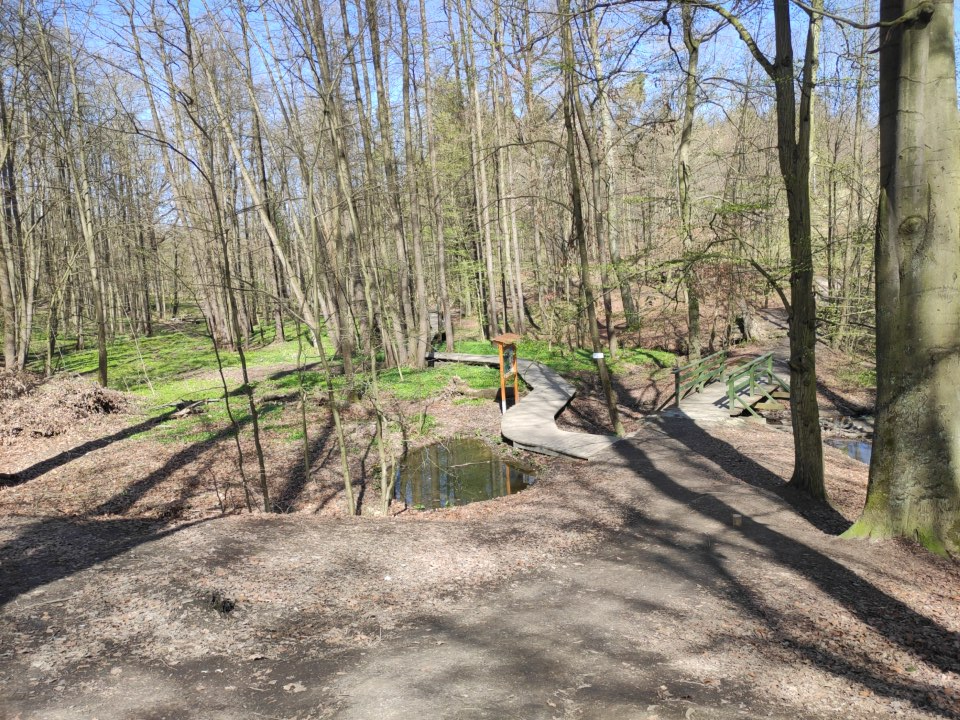
Lesní chodníky
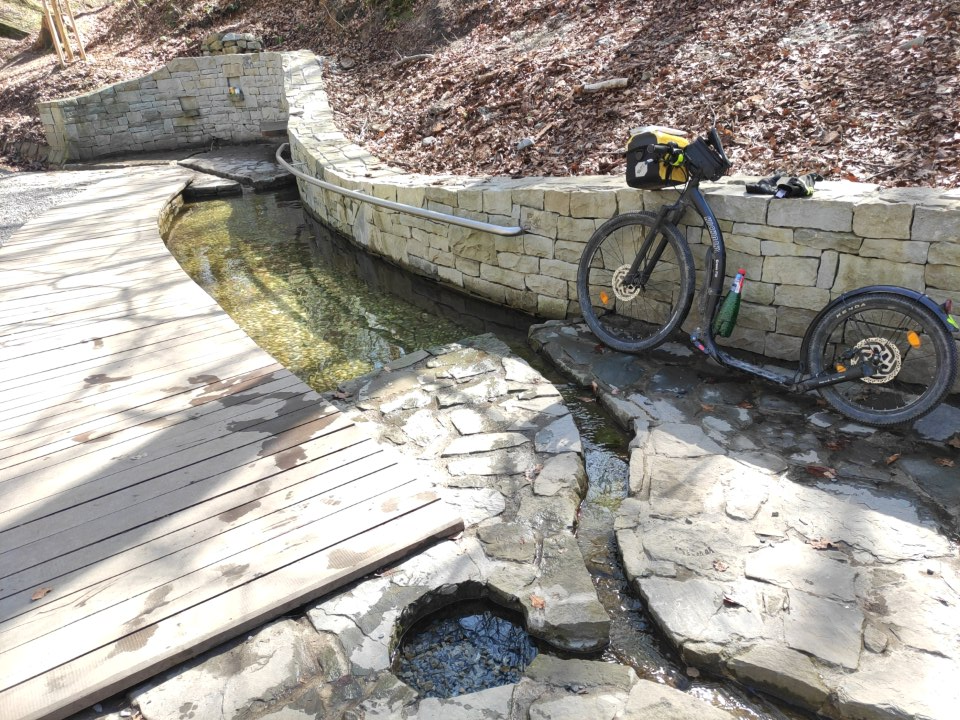
Priessnitzovy lázně
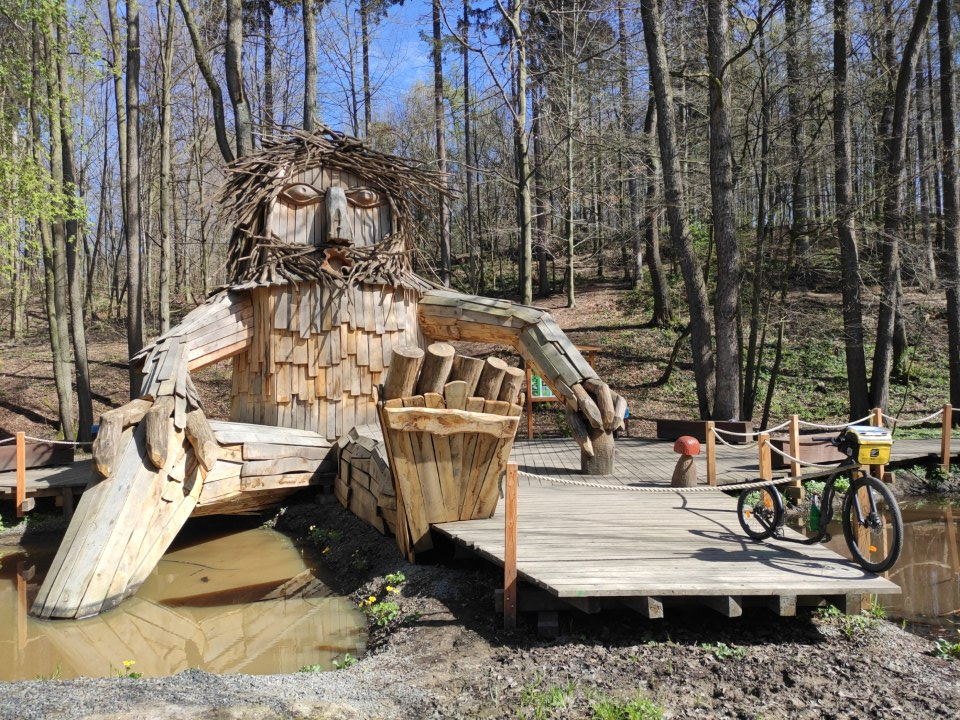
Dřevěná socha obra